# Alkaios von Lesbos

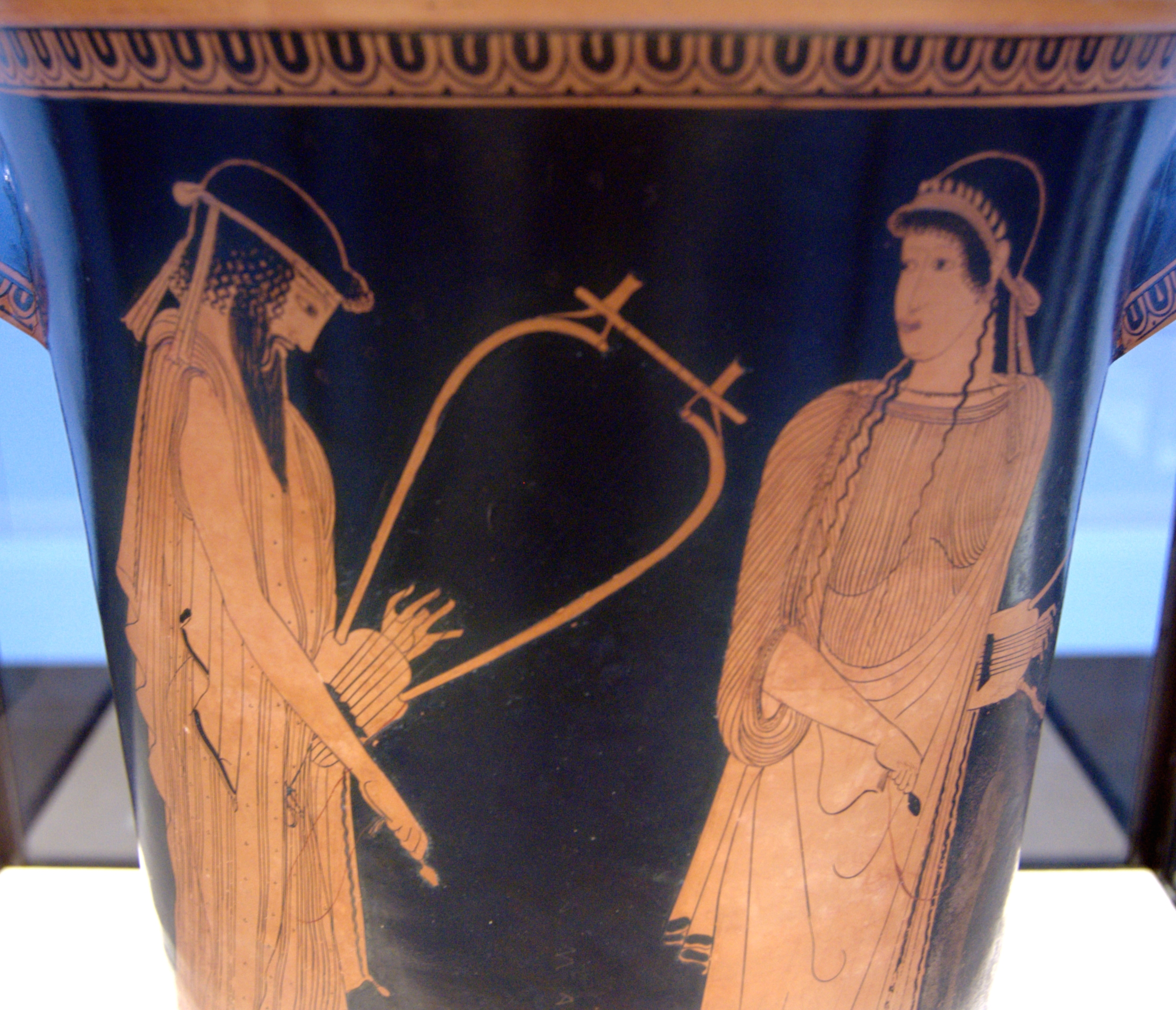
Alkaios und Sappho, attische rotfigurige Kalathos, um 470 v. Chr., Staatliche Antikensammlungen (Inv. 2416)

Alkaios (griechisch Ἀλκαῖος, latinisiert Alcaeus; * um 630 v. Chr. in Mytilene auf Lesbos; † um 580 v. Chr.) war ein antiker griechischer Lyriker und neben seiner Zeitgenossin Sappho der wichtigste Vertreter der äolisch-lyrischen Poesie. Er gehört zum alexandrinischen Kanon der neun Lyriker.

## Leben
Alkaios wurde um 630 v. Chr. in Mytilene, der bedeutendsten Stadt auf Lesbos, geboren. Seine Familie gehörte zur aristokratischen Oberschicht und beteiligte sich an der lokalen Politik, wobei auch Alkaios sich an den Kämpfen gegen die Tyrannis beteiligte (für eine Aristokratie). Die Verwicklung einzelner Familienmitglieder in den Widerstand gegen die Tyrannen Melanchros und Myrsilos war vermutlich der Grund für sein Exil in Ägypten.
Als er die Rückkehr nach Lesbos mit seinen Bundesgenossen erzwingen wollte, fiel er dem neuen Herrscher Pittakos in die Hände. Nach der Versöhnung mit Pittakos, einem der Sieben Weisen, konnte er auf Lesbos bleiben, wo er um 580 v. Chr. starb.
Nach Alkaios benannt ist die Alkäische Strophe, ein vierzeiliges Strophenmaß.
Zudem ist er Namensgeber für den Asteroiden (12607) Alcaeus.

## Werke
Sein Werk, Liebeslieder, Trinklieder und Hymnen, ist nur in Fragmenten und als Zitate erhalten (die alexandrinische Werkausgabe umfasste 10 Bücher).
Alkaios verwendet in seinen Gedichten häufig mythologische Figuren, er bezeichnete zum Beispiel Helena als „eine Plage für die Griechen“, in einem anderen wird sie der keuschen Thetis gegenübergestellt (Fragment 44 LP). Eine Besonderheit im Umgang mit der Mythologie stellen eine Art narrativer Gedichte dar, die scheinbar nicht als Exempel, sondern um der Geschichte willen erzählt werden, siehe zum Beispiel Fragment 298 LP über Ajax und Kassandra. In seinen Hymnen besingt er unter anderem die olympischen Götter (Apollon, Hermes etc.). Die sogenannten stasiotika („Kampflieder“) sind gegen die Einzelherrscher von Lesbos gerichtet (Myrsilos, später Pittakos). Auch das Leben in der Verbannung wird thematisiert.
Berühmt sind seine Schiffs-Gedichte, von denen zumindest einige als allegorisch im Sinne eines „Staatsschiffes“ gedeutet werden können (wofür es bereits antike Belege gibt, siehe 306 LP).
Das Staatschiff

᾿Ασυννέτημμι τὼν ἀνέμων στάσιν,

τò µὲν γὰρ ἔνθεν κῦμα κυλίνδεται,

τò δ᾿ ἔνθεν, ἄμμες δ᾿ ὂν τò μέσσον

νᾶϊ φορήμμεθα σὺν µελαίναι

χείμωνι μόχθεντες µεγάλωι µάλα·

πὲρ µὲν γὰρ ἄντλος ἰστοπέδαν ἔχει,

λαῖφος δὲ πὰν ζάδηλον ἤδη,

καὶ λάκιδες µέγαλαι κὰτ αὖτο...

Nicht mehr zu deuten weiß ich der Winde Stand,

Denn bald von dorther wälzt sich die Wog’ heran,

   Und bald von dort, und wir inmitten

  Treiben dahin, wie das Schiff uns fortreißt

Mühselig ringend wider des Sturms Gewalt;

Denn schon des Masts Fußende bespült die Flut,

   Und vom zerborstnen Segel trostlos

  Flattern die mächtigen Fetzen abwärts.

                 Emanuel Geibel

## Ausgaben
- D. Campbell: Greek Lyric I (= Loeb Classical Library. Band 142), 2. Auflage 1990 (Text und englische Übersetzung)
- Edgar Lobel, Denys Lionel Page: Poetarum Lesbiorum Fragmenta. Oxford 1955 (Standardausgabe, nach der die Fragmente von Sappho und Alkaios zitiert werden)
- Alkaios. Griechisch und deutsch. Herausgegeben von Max Treu. 3. Auflage, München 1980, ISBN 3-7765-2002-7
- Jan Maarten Bremer, Anna Maria van Erp Taalman Kip, Simon R. Slings (Hrsg.): Some Recently Found Greek Poems. Text and Commentary (= Mnemosyne. Supplementum. Band 99). Brill, Leiden/New York 1987, ISBN 90-04-08319-7, S. 95–127 (Aias und Kassandra)